# Делійський султанат
Делійський султанат (перс. دلی سلطنت, гінді दिल्ली सल्तनत, бенг. দিল্লীর সুলতান) — перша велика мусульманська держава на території сучасної Індії, що існувала на півночі Південної Азії з 1206 по 1526 рік зі столицею у Делі.
Влада у султанаті належала кільком тюркським та пуштунським династіям, зокрема Рабській (мамлюцькій) династії (1206—1290), династіям Хілджі (1290—1320), Туґлак (1320—1413), Сайїд (1414—1451) і Лоді (1451—1526). У 1526 році султанат був завойований моголами. Із заснуванням султанату мільйони індійців опинилися під владою іноземців, що відрізнялися за релігією та мовою.

## Утворення Делійського султанату
Ще на початку VII ст. араби, вторгшись до Індії з півночі, завоювали територію Сінду й утвердили там свою владу. Сінд відокремився, але це не вплинуло на історію решти Індії. Однак з початку XI ст. Індія стала ареною руйнівних набігів тюркських завойовників-мусульман, що здійснювали походи під прапором священної війни з невірними. Індійські князівства, які переживали період феодальної роздробленості, не могли протистояти цим навалам і поступово на півночі Індії утвердилася велика держава на чолі з мусульманськими завойовниками, що отримала в історії назву Делійського султанату. Виникнення цієї держави, що продовжила згодом свої завоювання на півдні, справила значний вплив на всю історію Індії. Індія була втягнута в сферу так званого мусульманського світу.
Перше вторгнення в Індію тюркських завойовників відбулося в 1001. Потім військо Махмуда (998—1030), правителя держави зі столицею в Газні, в тодішній області Хорасан, вторглося в Пенджаб. Виступивши проти армій Махмуда раджа Джайпал зазнав поразки під Пешаваром і покінчив життя самогубством. Відтоді систематично аж до 1026 року в зимовий час Махмуд здійснював рейди в Індію, розбиваючи величезні, але погано організовані індійські армії. Він руйнував храми, грабував храмові багатства, скарби, накопичені володарями князівств за багато поколінь, збирав контрибуцію з населення і йшов назад з караваном награбованої здобичі. Махмуд здійснював набіги на величезну територію Північної Індії від Сомнатха (Катхіавар) на заході до Канауджа (на Ганзі) на сході. Однак він приєднав до своїх володінь і безпосередньо керував лише Пенджабом.
При наступниках Махмуда в період усобиць і загрози з боку сельджуків столиця Газневідів була перенесена в Лахор. У 70-ті роки XII ст. смутою скористалися правителі невеликого васального князівства Гур, які 1173 року завоювали Газні, а в 1186-го — столицю свого колишнього сюзерена Лахор. Правитель Гура Мухаммед, опанувавши Пенджабом, став просуватися далі, в глиб Індії. 1191 року в битві зазнав поразки від Прітхвіраджа, раджпутського правителя Делі та Аджміра, але вже наступного року на тому ж полі біля Тараїна Мухаммед розбив очолювану Прітхвіраджом армію раджпутських князів, відкривши собі дорогу на Ганг. Незабаром він оволодів всією Джамна-Ганзькою долиною, включаючи Бенгал. Після вбивства Мухаммеда один з тюркських рабів, начальник його гвардії, полководець і намісник Півночі Індії Кутб-уд-дін Айбак (1206—1211), оголосив себе незалежним султаном індійських володінь Турід зі столицею в Делі. Так виник Делійський султанат. Після смерті Айбека (він впав з коня під час гри в поло) до влади прийшов інший правитель з гулямів (рабів-гвардійців) — Шамс-уд-дін Ільтутмиш. Оскільки деякі його наступники також висунулися з рабів-гвардійців, ця династія відома під назвою династії Гулямів.

## Династія Гулямів
У період зміцнення і розширення володінь Ільтутмишем в Індії з'явилися монгольські завойовники, що переслідували Джалал-уд-дина, сина підкореного ними Хорезмшахів. До того часу монголи завоювали вже всю Центральну Азію від Маньчжурії до Туркестану, нещадно вирізаючи населення. Одне ім'я Чингісхана наводило страх. Ільтутмиш відмовив у допомозі Джалал-уї-дину і той був розбитий монголами в 1221 р. на берегах Інду. Після цього монголи, розграбувавши Західний Пенджаб, Сінд і Північний Гуджарат, пішли з Індії. Проте загроза нових монгольських навал тривалий час висіла над Індією.
Саме під час правління Ільтутмиша оформилося панування мусульманських воєначальників у Північній Індії. У пам'ять про Ільтутмиша і зараз височіє гігантський мінарет Кутб-Мінар у Делі, будівництво якого було розпочато при Кутб-уд-Дині, а закінчено за Ільтутмиша. Гробниця Ільтутмиша знаходиться поруч.
У цей період військова знать складалася головним чином із середньоазійських тюрків, які згуртувалися в сильну організацію, що називалася «Сорок» за кількістю її засновників. Чиновники і духовні діячі були хорасанцями (тобто таджиками і персами). Іслам сунітського напряму став державною релігією, індуси вважалися погорджуваними, невірними («зим-мі»). Державною мовою стала перська. Форма правління була деспотичною.
Хоча перші два делійських султани обиралися мусульманськими воєначальниками, Ільтутмиш прагнув зробити монархію спадковою і призначив наступником свою дочку Раззійю, яку вважав «кращим чоловіком», ніж своїх синів. Ця правителька була жінкою хороброю і розумною, але воєначальники в силу своїх мусульманських забобонів вважали ганебним підкорятися жінці. Після чотирьох років правління вона була вбита і почався період смути і палацових переворотів. У цей час монголи неодноразово здійснювали набіги, в 1241 р. ними був навіть узятий Лахор.
Нарешті в 1246 р. на трон був зведений молодший син Ільтутмиша Насир-уд-дін. Однак влада фактично перейшла в руки його здатного радника Гійяс-уд-дина Балбал, який в 1265 р., після смерті Насира, зайняв престол (1265—1287 рр..). Ставши султаном, Балбал зумів відігнати монголів і побудувати на північно-західному кордоні ланцюг фортець як опорних пунктів. Його правління пройшло в боротьбі за зміцнення своєї влади. Він нещадно придушував повстання (наприклад, хвилювання серед індусів Доабу), кидаючи полонених бунтівників під ноги слонам або знімаючи з живих шкіру. Йому вдалося зламати могутність «Сорока» і жорстоко придушити повстання мусульманських воєначальників Бенгалії у 1280 році. Заколотників публічно стратили, посадивши на палі. Після смерті старого султана знову почалися чвари між феодальними угрупованнями. У подальшій боротьбі взяли гору воєначальники з тюркського племені хілджі. На престол вступив 70-річний Джалал-уд-дін Фіруз (1290—1296).

## Правління Хілджі
При першому представнику династії Хілджі до Індії знову вторглися монгольські війська, але Джалал-уд-діну вдалося частково розбити їх, а частково від них відкупитися.
Найбільш значною подією в правлінні Джалал-уд-діна Фіруза був організований Ала-уд-Діном, його зятем і племінником, набіг на Декан. Розбивши Рамачандра, правителя Девагірі з династії Ядавів, і пограбувавши скарби, Ала-уд-Дін повернувся в Делі. Поблизу столиці він зрадницьки вбив свого тестя і став правителем Делі (1296–1316).
Жорстокий і рішучий Ала-уд-Дін був вмілим воєначальником і талановитим адміністратором. Однак саме тоді почастішали напади монголів, і Ала-уд-дін всі сили кинув на розгром ворога. Жорстокість його характеру видно з того, що, побоюючись бунту, він в одну ніч наказав перебити всі 15 — 30 тисяч монголів, що оселилися близько Делі при Джалал-уд-діні й складали основу його війська. Для поповнення скарбниці Ала-уд-дін конфісковував або обклав податком землі духовенства і багатих воєначальників. Щоб уникнути змов, він заборонив бенкети і збори, розіславши всюди своїх шпигунів.
Прагнучи зосередити в своїх руках фонд земель, Ала-уд-Дін вирішив ввести невелику грошову оплату іктадарів замість традиційної до цього роздачі наділів. За панування в країні натурального господарства довелося вдатися до надзвичайних заходів, щоб знизити в столиці ціни на продовольство і забезпечити ним своїх погано оплачуваних воїнів. З усіх казенних земель в Доабу було наказано брати податок тільки зерном, і купці були примусово зобов'язані звозити його в побудовані в Делі величезні комори. Ціни на міських ринках у столиці та Доабу були строго регламентовані; спеціальні чиновники стежили за порядком і жорстоко карали за обман або недоважування. Податок з індусів був підвищений з 1/6 до 1/2 врожаю. Їм було заборонено носити зброю, багато одягатися чи їздити верхи; ці заходи повинні були задовольнити найбільш ревних мусульман. Зате воїнам платня була підвищена.
Ці суворі заходи на перших порах дали султанові можливість створити величезне боєздатне військо з 475 тис. вершників і відбити набіги монголів. Востаннє при Ала-уд-Дині монголи з'явилися 1306 року і були ним розбиті біля річки Раві.
Однак Ала-уд-Діну все ж не вистачало коштів на утримання великого війська, і він вирішив поповнити скарбницю шляхом пограбування нових областей і міст Декану. Посланий у похід воєначальник Малік Кафур знову взяв у 1307 році Девагирі, потім Варангал, столицю Какатіїв (територія сучасної Телінгани), а в наступному поході, 1311 року — столицю Хойсалів Дварасамудру і центр володінь Пандья — Мадурай. У наступні два-три роки Малік Кафур здійснював ще походи, досягнувши південного краю Індії — мису Коморин. Повертаючись з походів, армія Ала-уд-Діна привозила в Делі величезні багатства — золото, коштовності, коней. Підкорені правителі визнавали себе васалами Делійського султанату і повинні були платити щорічну данину.
Величезна імперія Ала-уд-Діна не була централізованою державою. У Гуджараті в останні роки життя Ала-уд-Діна його намісники піднімали заколоти. Раджпути залишалися нескореними: пам'ятки раджпутського епосу розповідають про постійну боротьбу з мусульманськими гарнізонами. Бенгалія була роздроблена і управлялася незалежними мусульманськими князями. Хойсали і Панді хоча і платили данину, але в загальному правили самостійно. На півночі, за Індією, знаходилися землі незалежних племен.
Хоча султан щедро роздавав скарби, награбовані в результаті вдалих завоювань, його підозрілість, конфіскації, переслідування індусів викликали широке невдоволення. Усюди спалахували заколоти. Після смерті Ала-уд-Діна (він помер від водянки 1316 року) почалася боротьба за трон, під час якої загинув Малік Кафур, який намагався захопити владу. Через кілька місяців під ім'ям Кудб-уд-діна Мубарак-шаха (1316—1320) коронувався один із синів Ала-уд-Діна. Він ліквідував усі економічні реформи свого батька, проте не відмовився від завойовницької політики і посилав на Декан свого воєначальника Хосроя-хана. Повернувшись з багатою здобиччю з Мадуро і Телінгани, Хосроя-хан убив Мубарак-шаха, прагнучи стати султаном Делі. Проте незабаром і його усунуло інше угрупування тюркської знаті. На трон зійшов намісник Пенджабу полководець Малік Газі, який коронувався під ім'ям Гійяс-уд-діна Туглака (1320—1325) і заснував нову династію.

## Правління Туглакидів
Новий султан провів ряд заходів, прагнучи усунути недоліки, які були наслідком реформ Ала-уд-діна. Земельний податок було знижено до 1/10 врожаю і на державні кошти здійснено будівництво іригаційних каналів. Гійяс-уд-дін побудував для себе в Делі ціле місто з рожевого граніту, обгородив його потужними стінами з укріпленнями і назвав Туглакабадом (нині лежить у руїнах), а неподалік спорудив для себе мавзолей із червоного і білого каменю, схожий на фортецю. Він стояв посеред штучного озера, яке тепер зовсім висохло.
Подібно до своїх попередників, Гійяс-уд-дін проводив активну зовнішню політику. Для поповнення скарбниці було розпочато новий завойовницький похід на Декан під проводом сина султана, Джауна-хана, який зайняв столицю Каката Варангал і перейменував її в Султанпур. Сам Гійяс-уд-дін підпорядкував Східну Бенгалію, а правителя Західної Бенгалії змусив визнати себе васалом Делі (1324). Джауна-хан з цього приводу влаштував у Делі пишну зустріч батька, але під час ходи слонів звалився дерев'яний павільйон, і Гійяс-уд-Дін загинув під його уламками. За відомостями арабського мандрівника Ібн Баттути, цей «нещасний випадок» був влаштований Джауна-ханом, який намітився на престол. Незабаром він і коронувався під ім'ям Мухаммада-шаха (1325—1351).
Мухаммад був вмілим полководцем, добре освіченою людиною, проте, будучи при тому жорстоким самодуром, він своїми непродуманими діями привів державу в хаотичний стан. Вирішивши, що Делі занадто далеко розташований від південних кордонів його імперії, він переніс свій двір до Девагірі, перейменований ним у Доулатабад. Разом з двором були примусово переселені і всі особи, які його обслуговували. Через декілька років Мухаммад-шах повернувся в Делі, але порушене господарське життя в околицях столиці відновлювалася важко.
Оскільки для охорони величезної імперії треба було утримувати велику армію і розгалужений центральний і провінційний апарат, скарбниця весь час потребувала коштів.
Мухаммад-шах ввів додаткові побори (абваб) із хліборобів. Ці абваби були настільки великі, що селяни, розоряючись, кидали господарство і тікали в ліси. Області збідніли, доходи перестали надходити в скарбницю. До того ж настала посуха. Тоді султан вдався до випуску мідних грошей, які повинні були замінити за вартістю колишні золоті й срібні. Проте це привело в розлад грошову систему і економіку країни. Купці перестали відпускати товари за нові гроші. Зрештою султанові довелося скупити цю неповноцінну монету за срібло і золото, що спустошило скарбницю. Жахливою катастрофою закінчився затіяний Мухаммадом похід у Караджаєв — гірський район у Гімалаях. Правда, місцевого князя вдалося змусити до сплати данини, але при поверненні тисячна армія, яка страждала від голоду, дощів і бездоріжжя, була майже начисто знищена горцями.
Останні 15 років правління Мухаммада пройшли в безплідних спробах придушити повстання, що спалахували то в одному, то в іншому кінці його величезної імперії. За жорстокість розправ Мухаммад отримав прізвисько Хуні (Кривавий). 1351 року султан, переслідуючи бунтівних емірів, прибув до Тхатту (Сінд), де помер від хвороби, яка перебігала з гарячкою. Тут же, в Сінді, знать звела на трон двоюрідного брата покійного султана — Фіруза Туглака (1351—1388).
Фірузу довелося вжити рішучих заходів для ліквідації згубних наслідків правління Мухаммада. Абваби більше не стягувалися, земельний податок був зменшений, для підняття врожайності в Доабу були споруджені п'ять зрошувальних каналів, скасовані високі ринкові мита, воєначальникам роздані «села, селища і міста», видано наказ про заборону тортур. Мусульманським воєначальникам довелося надати ряд привілеїв, але це лише заохотило їхні сепаратистські тенденції.
Разом з тим Фіруз жорстоко придушував всякі єретичні рухи, переслідував індусів і шиїтів-мусульман. При походах на індуські князівства (особливо Катехр) Фіруз перетворював населення на рабів, застосовуючи їхню працю у своєму царському господарстві. За прикладом султана його воєначальники теж брали рабів. Загальне число рабів у країні, за словами історика Барані, було близько 180 тис.
Спроби Фіруза зберегти цілісність своєї держави не були успішними. Бенгалію, яка відокремилась ще при Мухаммеді, не вдалося знову приєднати. Декан фактично відколовся від імперії, походи на Оріссу і Сінд закінчилися провалом. Коли старий султан помер, розгорілася боротьба між могутніми угрупованнями феодалів, кожна з яких підтримувала свого ставленика на престол.
Остаточний удар по імперії завдала навала військ Тимура, правителя Самарканда (1398). Тимур прагнув налякати індійців своєю жорстокістю. Винищуючи населення майже поголовно, він будував вежі з черепів переможених. Побоюючись ворожих дій, Тимур наказав вирізати в околицях Делі 100 тис. полонених, узятих ним у різних місцевостях Північної Індії. Делійський султан утік у Гуджарат. Війська Тимура, що увійшли до Делі, кілька днів грабували і вбивали жителів. Навантажений здобиччю, ведучи за собою тисячі полонених, Тимур повернувся до Самарканда. В Індії після його навали почалися голод і хвороби. Імперія розпалася. Останній султан з Туглаків помер 1413 року, не залишивши спадкоємців. У 1414 Хизр-хан Саїд, колишній правитель Мултану, що приєднався до Тимура, і залишений ним як намісник Мултану і Пенджабу, захопив Делі і взяв владу в свої руки. 1414 рік вважається початком правління династії Саїдів.

## Династія Саїдів
До кінця своїх днів Хизр-хан (1414—1421). правив номінально як намісник тимуридів. У країні тривала розруха, земельний податок стягували лише за допомогою військ, а скарбниця поповнювалася за рахунок військової здобичі при щорічних походах в найближчі князівства. Влада Хизр-хана простягалася лише на Делі, Пенджаб і Доабу. Його син і спадкоємець Мубарак-шах (1421—1434) в останній рік свого правління відмовився підкорятися Тимуридам і став карбувати монети зі своїм іменем (ознака незалежності). Він зробив кілька походів проти феодальних володарів Доабу та деяких інших близьких до Делі областей; крім того, воював з правителем Мальви, з гакхарамі (за Пенджаб) і з тимуридським правителем Кабула. Мубарак був убитий придворними змовниками.
Султаном став його племінник Мухаммад-шах (1434—1445). Бахлол-хан з афганського племені Лоді, намісник Лахора і Сірхінда, надав йому допомогу в боротьбі з правителем Мальви. У результаті Бахлол-хан став впливовою особою в державі. Він намагався зробити переворот, але безуспішно. Після смерті Мухаммад-шаха правителем став останній представник династії Саїдів Алам-шах (1445—1451). У результаті боротьби різних феодальних клік та їхнього сепаратизму делійські султани стали просто маріонетками і правили тільки номінально. У той час ходила навіть приказка, що «влада шаха Алама (буквально — повелителя світу) — від Делі до Палама» (містечко під Делі, де зараз знаходиться делійський аеропорт).

## Династія Лоді
Бахлол-хан знову зробив спробу перевороту. Цього разу йому вдалося усунути Аламипаха і зайняти престол. Майже сорокарічне правління Бахлола пройшло в безперервних війнах за розширення султанату. Найбільш небезпечним його противником було князівство Джаунпур, яке вдалося розгромити в 1479. Ряд інших невеликих володарів змушені були підкоритися.
Син Бахлола — Сікандар-шах (1489—1515) прагнув поставити намісників і васальних князів під суворий контроль і створив для цього розгалужену мережу донощиків. Сі-Кандарья був ревним сунітом, хоча його мати походила з індуської сім'ї, і люто переслідував індусів, руйнуючи храми, розбиваючи статуї тощо У 1504 він заснував свою резиденцію на березі Джамни в невеликій фортеці Агра, звідки йому було зручно починати походи проти князів Доабу.
Його син Ібрагім (1517—1525) прагнув возвеличити владу султана і приборкати феодалів. Він не віддавав переваги афганським воєначальникам, заявляючи, що у правителя не може бути родичів і одноплемінників, а тільки піддані і слуги. Найбільшими військовими заходами Ібрагіма були його походи проти Джаунпура і Гваліура, які закінчилися підкоренням обох князівств. Проте його деспотичне правління і спроби зламати владу афганських воєначальників приводили до заколотів. Феодальні чвари і невдоволення феодалів не припинялися. Нарешті деякі з феодалів звернулися до правителя кабульських тимуридів Бабура з проханням звільнити їх від тиранії султана. Бабур не змусив себе просити. Він і сам прагнув захопити багаті індійські землі. У 1525 Бабур розбив Ібрагіма в битві при Паніпаті, поклавши цим початок Могольській імперії, панування якої визначило історію Індії на двісті років.
Моголами в Хорасані, афганських землях і в Північній Індії називалися не тільки монголи, а й князі-мусульмани, що правили на територіях, раніше завойованих монголами, і з ними поріднилися. Весь цей район Середньої Азії і афганських земель називався Монголістаном. Бабур прийшов в Індію звідти, тому його і всіх прибулих з ним називали монголами; європейці ж стали іменувати правителя Великий Могол.

## Соціально-економічне становище Делійського султанату
Мусульманські завойовники Індії захоплювали землі індуських володарів і встановлювали там свою владу. Однак тюркські воєначальники не могли радикально змінити методи господарювання, що склалися в Індії протягом століть. По суті відносини між селянами і феодалами залишилися колишніми, хоча були дещо видозмінені форми феодальної власності. У першу чергу посилилася державна власність на землю: це давало завойовникам можливість утримувати сильну армію і володарювати над чужим для них населенням. Саме державі відходили землі багатьох вигнаних і винищених у війнах індійських феодальних родів.
Державна власність була двох родів — халіса і ікта. Із земель халіса податок збирали чиновники фіску. Цей податок зазвичай встановлювався на око, без точного виміру і стягувався з общинного старости, розкладкою ж податку по дворах відала сама громада. Доходи від таких земель йшли на утримання двору і тих посадових осіб і воїнів, які отримували свою платню натурою чи грішми. У власності держави вважалися також деякі ліси і луки. В окремі періоди Делійського султанату (особливо при Фірузі Туглаку) на деяких державних землях було організовано царське господарство. Працювали в ньому раби. Питома вага таких царських земель була дуже невелика.
Основна частина державних земель перебувала в умовному службовому даруванні, що називалося ікта. Так називалися і невеликі ділянки, власники яких іменувалися іктадарами або ваджхдарами («ті, що мають дар»), і великі «кормління», голови яких називалися мукті. Вад-жхдари зазвичай збирали податок самі або через своїх складальників з подарованих ним сіл або частин села. Їхні сім'ї, як правило, проживали в цих селах. Кожна така сім'я повинна була постачати воїна в державну армію. Коли балбал спробував відняти ділянки у тих сімей, де вже не було чоловіка, здатного носити зброю, то почалися такі хвилювання, що султанові довелося відмовитися від своєї затії. Таким чином, ділянки іктадарів могли з плином часу перейти в категорію приватного феодального володіння, яке називалося мілк або інама. Що стосується мукті, то значну частину зібраних ними податків вони повинні були віддавати в скарбницю. Держава визначала розмір і форму (натуральну або грошову) земельного податку. Частина зібраного податку йшла на утримання мукті і його загонів, які складалися з найманців. Платня була умовною, тобто пов'язаною з посадою, і не передавалася у спадок.
Однак у Делійському султанаті існувала категорія приватних земельних власників, які вільно відчужували свої володіння і стягували ренту, відповідно до звичаїв, без державного втручання. Таких власників було порівняно небагато. Це в першу чергу мечеті і медресе (їхні володіння називалися вакф), хранителі «святих місць», головним чином гробниць шейхів, потім улеми (мусульманські богослови), поети, деякі представники чиновної знаті і невелика група купців, що придбали цю землю (мульк) шляхом покупки. Важливим джерелом утворення приватної земельної власності типу мульк було також розчищення джунглів і обробіток цілини. Однак такого роду власність зберігалася зазвичай лише тоді, коли нове поселення в джунглях засновував феодал, здатний відстояти своє володіння від домагань фіску.
За весь час існування султанату на його території зберігалися землі індуських володарів, зокрема раджпутів. Серед раджпутів ще до підкорення їхніх земель мусульманами відбувався процес роздавання вотчинного землеволодіння, пов'язаного з належністю до даного роду. Тут стали широко практикуватися службові пожалування. Завоювання прискорило цей процес, оскільки одні раджпутські володарі були знищені, інші ж підкорилися султанату і отримали свої володіння назад, але вже як умовне пожалування — ікта. Такі власники ікта зобов'язані були брати участь у війнах зі своїми загонами і платити щорічну данину скарбниці. Їх землі все ж таки переходили у спадок.
Реформи Ала-уд-дина: надмірно високе оподаткування індуських феодальних шарів, роздача всім воїнам грошової оплати замість наділів тощо — корінним чином ламали стару систему і тому відразу після його смерті були скасовані. Також після смерті Мухаммеда Туглака були зняті ті додаткові важкі податки — абваби, які він запровадив. Індійська феодальна держава весь час намагалася визначити той рівень податкових вимог, який забезпечував високі доходи скарбниці, але не доводив землевласника-платника податків до розорення.
Надалі фонд земель халіса різко скоротився, державний контроль над умовними пожалуваннями поступово слабшав. Ікта до XV ст. стала наближатися до інаму, тобто приватного землеволодіння, отриманого шляхом пожалування. При династії Лоді власники ікта вже нічого не платили в скарбницю, хоча розмір земельного податку в принципі, як і раніше встановлювався державою. У дійсності ж феодальні власники прагнули стягувати з селян додаткові побори на свою користь і тим самим все більше збільшували податкову експлуатацію, користуючись тим, що контроль центральної влади слабшав. Розвал державної системи управління і свавілля феодалів призвели до значного погіршення становища сільського населення на початку XVI ст. Не можна також забувати, що переважна більшість селян сповідувала індуїзм, а сплата джизьї — подушного податку, який накладається мусульманськими правителями на індусів, була для них важким тягарем.
Зміни, що відбулися у формах феодального землеволодіння, ймовірно, мало торкнулися основи селянського життя. Як і раніше зберігалася сільська громада, яку мусульманські хроністи називають арабським терміном «Джамі»: для Делійського султанату вона виявилася зручною фіскальною одиницею. Староста став все більше розглядатися як державна посадова особа, і за це йому належала невелика, вільна від оподаткування ділянка. У самій громаді стала сильніше відчуватися майнова нерівність, проте вона була не настільки значною і в періоди стихійних лих або при надмірному податковому гніті розорення загрожувало всім хліборобам.
Разом з тим у період Делійського султанату тривав повільний, але неухильний розвиток продуктивних сил. Показником цього стали зростання населення та розорювання джунглів. З'являлися нові поселення, стала застосовуватися більш ретельна обробка земель. Більшість орних земель були неполивні і врожай залежав від мусонів. Воду нерідко черпали з колодязів за допомогою водопідйомного колеса, але рівень колодязної води також залежав від кількості дощів. Делійський уряд вживав заходів для збільшення площі поливного землеробства. Так, в околицях Делі були споруджені великі водосховища Ха-ус-і-Шамсі і Хаус-і-Хас. Фіруз-шах побудував зрошувальні канали від річок Сатледж і Ямуна протяжністю 180—200 км і обвів значні масиви земель. На будівництві цих каналів працювали у порядку трудової повинності 50 тис. чоловік.
Щедрий клімат Індії дозволяв вирощувати два врожаї на рік, а в деяких місцях на зрошених землях можна було зібрати навіть третій урожай. Основними зерновими культурами були просо і рис. Крім того, вирощували пшеницю, ячмінь, різні сорти горохових, багато видів овочів і фруктів, цукрову тростину, олійні культури. Збільшилися орні землі під індиго, який був найпоширенішим барвником тканин, а також посадки тутових дерев для харчування шовковичних черв'яків.
Судячи з непрямих даних, в Делійському султанаті зросла кількість ремісничого люду. Сільські ремісники були членами сільської громади. Зустрічалися ремісничі поселення та міські посади, головним чином ткачів, а також зброярів, мідників тощо. Ремесло залишалося кастовим заняттям. Свої вироби міський ремісник продавав тут же на місці або на базарі. Був відомий також ряд будівельних спеціальностей — каменотеси, каменярі тощо.
Делійські султани для потреб двору часто зводили великі ремісничі майстерні, що називалися кар-ханами. Так, у кар-ханах Ала-уд-діна працювало 17 тис. ремісників (у тому числі 7 тис. будівельників), які отримували постачання з казни. У Мухаммада Туглака одних тільки ткачів працювало в кар-ханах 4 тис.
Спочатку завоювання Індії вихідцями з Середньої Азії призвело до зростання караванної торгівлі між Індією і мусульманським Сходом. Скарби монет делійських султанів знаходять не тільки в Персії та Середній Азії, а й навіть на Волзі. Оскільки основою армії в Делійській державі була кіннота, а коні за відсутності пасовищ в Індії фактично не розводилися, то привіз коней був однією з головних статей індійського імпорту. Однак незабаром завоювання монголів і руйнування ними ряду міст в Ірані і Середній Азії привели до деякого спаду індійської караванної торгівлі.
Тим більше значення мав вихід Делійського султанату до деканських портів, які здавна вели велику морську торгівлю. Індія вивозила бавовняні вироби і бенгальські шовкові тканини, зброю, прикраси та начиння з золота, срібла і міді. Вельми звичайною була работоргівля. Продавали захоплених в полон, перетворювали на рабів населення індуських князівств, проти яких оголошувався джихад (священна війна). Рабів використовували головним чином як домашніх слуг.
Для розвитку внутрішньої торгівлі велике значення мало захоплення Декану. З морських узбереж везли сіль і кокосові горіхи, з яких вичавлювали олію, а з волокон плели мотузки. Родючі, багаті рисом області Бенгалії посилали продовольство до столиці для постачання величезних армій султана. Купці Канауджа торгували цукром по всій Індії, в тому числі в Делі. Проте господарство в своїй основі залишалося натуральним. Продовольство, а також ремісничі вироби йшли головним чином для задоволення потреб султана, його придворних і величезної султанської найманої армії.
Численні побори і повинності заважали розширенню торгівлі і ремесла в Делійській державі. Крім закяту, прийнятого у всіх мусульманських країнах, який виплачували торговці і ремісники в грошовій формі в розмірі 2,5 % вартості товару, джерела згадують відвали (побори на користь градоначальника), мустагал (податок на забудовану будинками і крамницями землю), різноманітні дорожні мита поблизу застав та річкових переправ тощо.
У цей період в хроніках з'являються назви нових міст і часто згадується про розширення, зміцнення та оздоблення старих. Головним чином це адміністративні центри і ставки військ, оскільки торгівля і ремесло були в основному пов'язані з обслуговуванням феодалів і армій. Міста виникали також на «святих місцях», де було скупчення прочан і влаштовувалися ярмарки. Поступово збільшувалося і населення таких міських центрів. Однак управляли містами феодали, нерідко вони володіли караван-сараями, лавками ремісників, встановлювали ринкові мита. Лише всередині каст спостерігалася подоба самоврядування. Не існувало ніякої гарантії для майна міського населення: феодал міг по своїй сваволі підвищити побори або змусити купців віддати товари за призначену ним ціну. Особливо великий був гніт феодалів за часів Ала-уд-дина і Мухаммада Туглака. Не дивно, що серед міського населення зріло невдоволення, що знаходити вихід у всяких єретичних рухах.
Що ж до селянства, то його протест проти гноблення зводився зазвичай до втечі із сіл. Хроніки, як правило написані придворними історіографами, глухо згадують про «загони розбійників» і цілі «розбійницькі племена», що переховувалися у джунглях. Можливо тут мова йде саме про таких селян.
Єдине більш детально описане селянське повстання відбулося в 1419 р. в Пенджабі під керівництвом Саренга, який став на чолі «неосвічених підданих і темних людей». Проти нього послали війська феодальні володарі Пенджабу. У битві поблизу Сірхінда Саренг зазнав поразки і втік у гори. До нього знову стали стікатися незадоволені. Тільки військо правителя Делі Хизр-хана змогло остаточно розбити Саренга. Він був узятий в полон і страчений.